# Dyplomatyczna żona (film polskojęzyczny)
Dyplomatyczna żona – polskojęzyczny czarno-biały film komediowy z 1937 roku, powstały w koprodukcji polsko-niemieckiej.
Równocześnie z polską wersją językową powstała niemieckojęzyczna wersja filmu, która różniła się od wersji polskiej między innymi obsadą. Wersja polska nie zachowała się do naszych czasów.

## Fabuła
Dyrektor stołecznej operetki ma problemy ze skompletowaniem zespołu. Bardzo zależy mu na pozyskaniu gwiazdy sceny – Jadwigi Janowskiej. Ta jednak przebywa obecnie w Paryżu z mężem, dyplomatą Henrykiem de Fontaną. Okazuje się, że zakochuje się w niej ambasador Rossi. Jadwiga wyjeżdża do Warszawy, gdzie w jej mieszkaniu przyjaciółka Apolonia szkoli do gry na scenie młodą adeptkę Wandę.

## Obsada
- Jadwiga Kenda (Jadwiga Janowska)
- Aleksander Żabczyński (Henryk de Fontana)
- Jerzy Leszczyński (hrabia Rossi)
- Michał Znicz (dyrektor Biliński)
- Mieczysława Ćwiklińska (Apolonia)
- Lena Żelichowska (Inez Costello)
- Józef Kondrat (Kupka, sekretarz dyrektora)
- Helena Grossówna (Wanda)
- Wojciech Ruszkowski (Jan Wolski)
- Loda Halama (tancerka)
- Wanda Jarszewska (właścicielka salonu mód)
- Igo Sym (tenor)
- Tadeusz Frenkiel (reporter radiowy)
- Zespół Koncertowy Juranda